# 庫盧姆
庫盧姆（法語：Khouloum），是馬里的城鎮，位於該國西南部，由卡伊區的卡伊省負責管轄，面積69.5平方公里，海拔高度27米，2009年人口13,594，人口密度每平方公里196人。